# Параофтальмозавр
Параофтальмозавр (лат. Paraophthalmosaurus, от para — вблизи и Ophthalmosaurus, буквально — близкий к офтальмозавру) — род верхнеюрских (титонский век) ихтиозавров из семейства офтальмозаврид. Название было дано из-за сходства и близкого родства с офтальмозавром. Окаменелости параофтальмозавра были найдены в европейской России — территории, которая в конце юрского периода являлась частью древнего океана Тетис. Одновременно с параофтальмозавром в этой же части океана встречались его ближайшие родичи — офтальмозавр (Ophthalmosaurus) и ундорозавр (Undorosaurus).

## Изучение
Род описан Максимом Архангельским в 1997 году. В дальнейшем некоторые исследователи высказывались о его синонимизации с офтальмозавром, но в 2014 году Архангельский и Зверьков определили его валидность и вместе с ундорозавром отнесли к подсемейству Ophthalmosaurinae. Параофтальмозавр отличается от офтальмозавра и ундорозавра строением ласт, а также меньшими размерами: его крупнейшая плечевая кость (образец UPM EP-II-16 (1202) из окрестностей Городищ в Ульяновской области) имеет длину 9 см и принадлежит уже взрослой особи. Длина животного составляла от 2 до 4 м. В 2015 году Зверьков, Архангельский и Стеньшин условно объединили параофтальмозавра, ундорозавра и криоптеригия (Cryopterygius) со Шпицбергена в кладу Paraophthalmosaurini, а офтальмозавра и акамптонектеса (Acamptonectes) — в кладу Ophthalmosaurini.

## Виды
- Paraophthalmosaurus saveljeviensis — типовой вид, известен по частичному черепу, позвонкам, плечевым костям и ластам, обнаруженным в титонских отложениях рядом с посёлком Горный в Саратовской области[9][10]. Видовое название дано в честь Савельевского сланцевого рудника[5][10].
- Paraophthalmosaurus saratoviensis — известен по фрагментарному скелету без черепа[9] из того же местонахождения, что и P. saveljeviensis, синонимом которого может являться[10]. Длина голотипа (PRM 2836) оценивается приблизительно в 2 м[4].
- Paraophthalmosaurus kabanovi (изначально отнесён к роду Yasykovia[3]) — найден в титонских отложениях близ Ульяновска. Известен по нескольким образцам, содержащим остатки черепов, ласт, плечевых костей и позвонков. Назван в честь палеонтолога К. Кабанова[11].